# Pierre Lair
Ne doit pas être confondu avec Pierre-Aimé Lair.
Pour les articles homonymes, voir Lair (homonymie).
Le baron Pierre Jacques Guillaume Lair (Caen, 10 août 1769 - Mathieu, 28 mars 1830), est un ingénieur et architecte naval français.

## Biographie
Il entre en décembre 1788 comme élève-ingénieur à l’École du génie maritime. Sous-ingénieur constructeur à Brest (1793), détaché au Service forestier de février 1794 à avril 1801, il devient ingénieur constructeur en mars 1796 puis est nommé ingénieur en chef en 1801. 
Envoyé à la flottille de Boulogne-sur-Mer, il s'y occupe en juin 1803 de l'organisation du corps des ouvriers militaires de la Marine. En octobre 1805, il est nommé chef du génie maritime à Anvers où il devient en novembre 1807 directeur des constructions du port et colonel des ouvriers militaires de la marine. Il y prend part ainsi très activement à la création de l'arsenal et au développement des constructions navales de la base. 

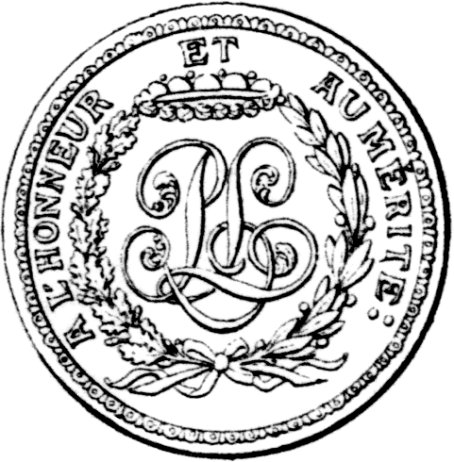
Médaille en l'honneur de Pierre Lair.

En septembre 1809, il participe aux combats qui déclenchent l'échec de la tentative anglaise de débarquer à l'île de Walcheren. Membre de la Commission de défense de l'Escaut (octobre 1809), il travaille au début de 1814 à la défense d'Anvers. 
Il est aussi l’entrepreneur de la frappe des monnaies obsidionales 1814 à l’arsenal à la demande de gouverneur Lazare Carnot, à la suite du blocage d’Anvers par les troupes coalisées. Des monnaies obsidionales de 5 et de 10 centimes en bronze et laiton sont frappées avec des balanciers de l’arsenal. Une médaille est alors frappée à son honneur et à son mérite avec les initiales PL par les ouvriers militaires de l'arsenal. Les poinçons sont gravés par le sergent Jean Louis Gagnepain (19 novembre 1782 Évillers, Doubs – 19 mars 1837 Évillers, Doubs). 
Membre de la Commission française pour le partage de la flotte et de l'arsenal d'Anvers (juin 1814), il est nommé directeur de l’École d'application du génie maritime à Paris en janvier 1815. 
Directeur des constructions à Brest (décembre 1815), il y modernise l'arsenal et devient inspecteur adjoint du génie maritime en janvier 1819. 
Membre de la Commission consultative, il y joue un grand rôle comme rénovateur de la flotte et est créé baron par Louis XVIII. 
Il meurt à Mathieu auprès de sa fille le 28 mars 1830.

### Vie familiale
Il se marie le 13 juin 1802 à Dijon avec Rose Catherine Thorey (Dijon, 16 août 1782 - Dijon, 27 octobre 1803). Ils ont une fille Geneviève Rose Cornélie Lair (Le Havre, 4 mars 1803 - Mathieu, 29 octobre 1892), épouse d'Abel Le Creps. Sa femme est décédée quelques mois après la naissance de leur enfant.

## Récompenses et distinctions

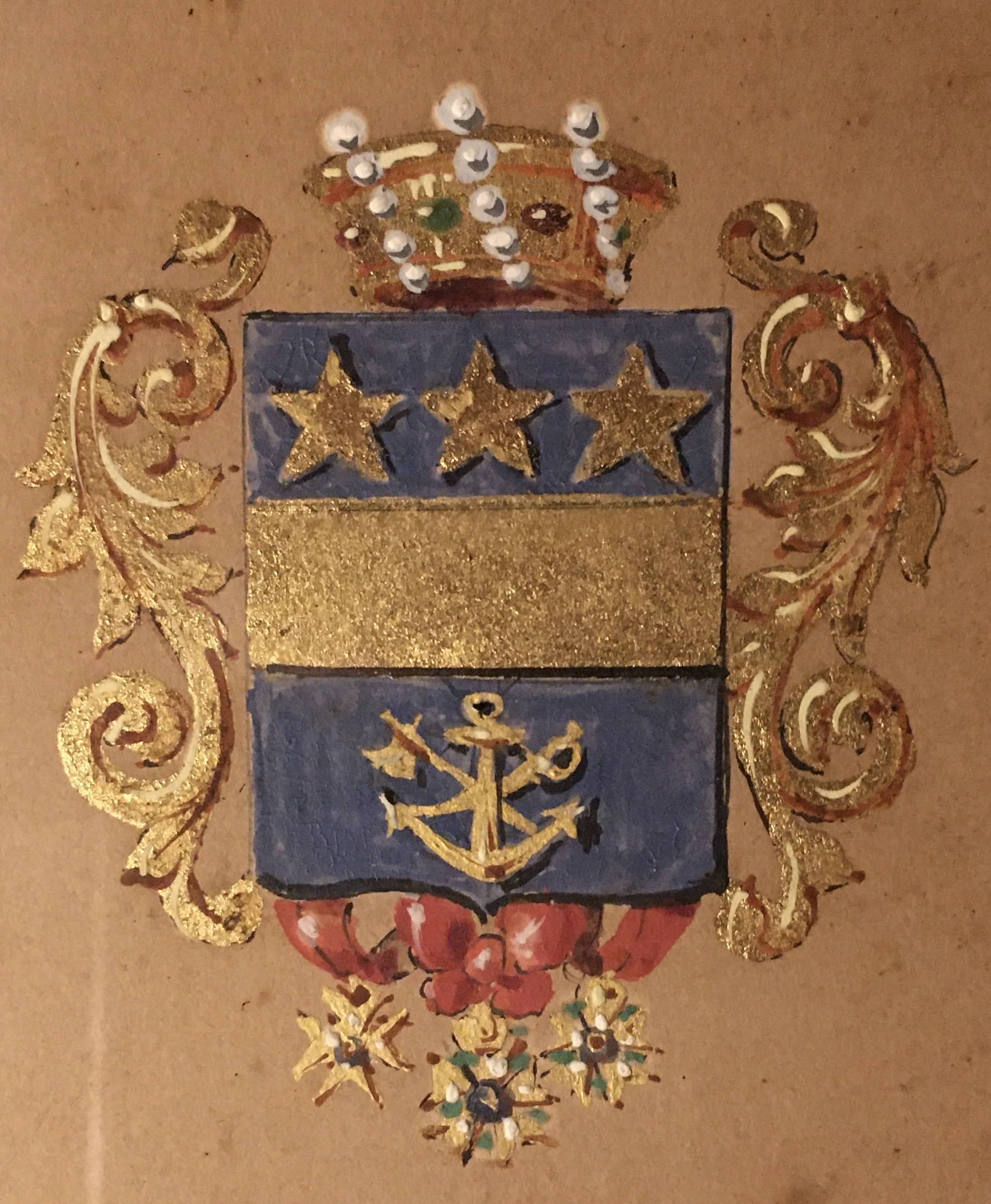
Armes du Baron Pierre Jacques Guillaume Lair.

- Chevalier (14 juin 1804), officier (25 juillet 1814) puis commandeur de la Légion d'honneur (22 mai 1825).
- Chevalier de l'ordre royal et militaire de Saint-Louis (14 septembre 1814)
- Créé baron par lettres patentes du roi Louis XVIII (16 août 1821)